# 도봉기적의도서관
도봉기적의도서관은 서울특별시 도봉구의 도서관이다.

## 이용 안내
이용 시간
- 월, 수, 목, 금요일: 09:00 ~ 20:00
- 토·일요일: 09:00 ~ 17:00

휴관일
- 매주 화요일
- 법정 공휴일
- 임시 휴관일: 기타 도서관장이 정하는 날